# Data Luv
Data Luv (* 3. Februar 2004) ist ein deutscher Rapper.

## Werdegang
Die Karriere von Data Luv begann, als er dem Rapper Ufo361 einige Lieder auf Instagram sendete. Diese überzeugten Ufo361 und er nahm Data Luv unter Vertrag. Seit Juni 2019 steht der damals fünfzehnjährige Data Luv offiziell bei dem Hip-Hop-Label Stay High des Rappers Ufo361 unter Vertrag. Kurz nach Bekanntgabe des Vertrags am 28. Juni 2019 wurde die Single Shot von Ufo361 veröffentlicht, in welcher Data Luv zum ersten Mal als Gastmusiker auftritt. Die Single erreichte Platz vier in den deutschen Singlecharts, Rang sieben in den österreichischen und Rang 15 in den schweizerischen Charts. In den deutschen Single-Jahrescharts 2019 konnte sich die Single auf Rang 99 platzieren. Beim Splash Festival 2019 hatte Data Luv zusammen mit Ufo361 seinen ersten Liveauftritt. Am 22. August 2019 veröffentlichte er seine erste Solo-Single now*, welche zudem die erste Singleauskopplung seines im Oktober 2019 veröffentlichten Debütalbums GOAT ist.
Sowohl sein Album als auch seine ersten zwei Singles konnten sich in den deutschen Charts platzieren.
Am 31. Juli 2020 erschien mit Data Life sein zweites Studioalbum, aus dem zuvor drei Singles ausgekoppelt wurden. Auf dem Album finden sich vier Gastbeiträge von Ufo361 wieder.
Am 23. Juli 2021 erschien mit Stars sein drittes Studioalbum, aus dem zuvor fünf Singles ausgekoppelt wurden. Auf dem Album finden sich zwei Gastbeiträge von Ufo361 wieder.
Im Oktober 2023 gaben Data Luv und Ufo361 überraschend ihre Trennung bekannt, nachdem es anscheinend zu einem heftigen Streit zwischen den beiden gekommen war. Data Luv war somit nicht mehr bei Ufo361s Label Stay High unter Vertrag. Es gab Spekulationen, dass die Trennung möglicherweise nur ein Promo-Move war, was sich jedoch nicht bestätigte.
Am 5. April 2024 veröffentlichte Data Luv die Single Reborn (Intro) unter dem Label Atlantic Records Germany und feierte damit nach knapp zwei Jahren Pause sein musikalisches Comeback. 
Mit dem Wechsel zu Atlantic Records Germany erhält Data Luv offenbar große finanzielle Unterstützung. So wurde für das Musikvideo zu "Reborn" ein 24-köpfiges Team engagiert. In einer Instagram-Story zeigte Data Luv zudem einen Plastikbeutel mit Bargeld im Wert von schätzungsweise 60.000 bis 75.000 US-Dollar, welches ihm sein neues Label angeblich als Feature-Budget zur Verfügung stellt.

## Diskografie
Studioalben

| Jahr | Titel Musiklabel            | Höchstplatzierung, Gesamtwochen, AuszeichnungChartplatzierungen (Jahr, Titel, Musiklabel, Platzierungen, Wochen, Auszeichnungen, Anmerkungen) | Höchstplatzierung, Gesamtwochen, AuszeichnungChartplatzierungen (Jahr, Titel, Musiklabel, Platzierungen, Wochen, Auszeichnungen, Anmerkungen) | Höchstplatzierung, Gesamtwochen, AuszeichnungChartplatzierungen (Jahr, Titel, Musiklabel, Platzierungen, Wochen, Auszeichnungen, Anmerkungen) | Anmerkungen                            |
| Jahr | Titel Musiklabel            | DE | AT | CH | Anmerkungen                            |
| ---- | --------------------------- | --- | --- | --- | -------------------------------------- |
| 2019 | Goat Stay High (GA)         | DE72 (1 Wo.)DE | AT44 (1 Wo.)AT | — | Erstveröffentlichung: 11. Oktober 2019 |
| 2020 | Data Life Stay High (GA)    | DE15 (1 Wo.)DE | AT19 (1 Wo.)AT | — | Erstveröffentlichung: 31. Juli 2020    |
| 2021 | Stars Stay High (GA)        | DE13 (1 Wo.)DE | AT43 (1 Wo.)AT | CH76 (1 Wo.)CH | Erstveröffentlichung: 23. Juli 2021    |
| 2022 | Ready 4 Rage Stay High (GA) | DE91 (1 Wo.)DE | — | CH85 (1 Wo.)CH | Erstveröffentlichung: 29. Juli 2022    |